# Meseta alta occidental de Camerún

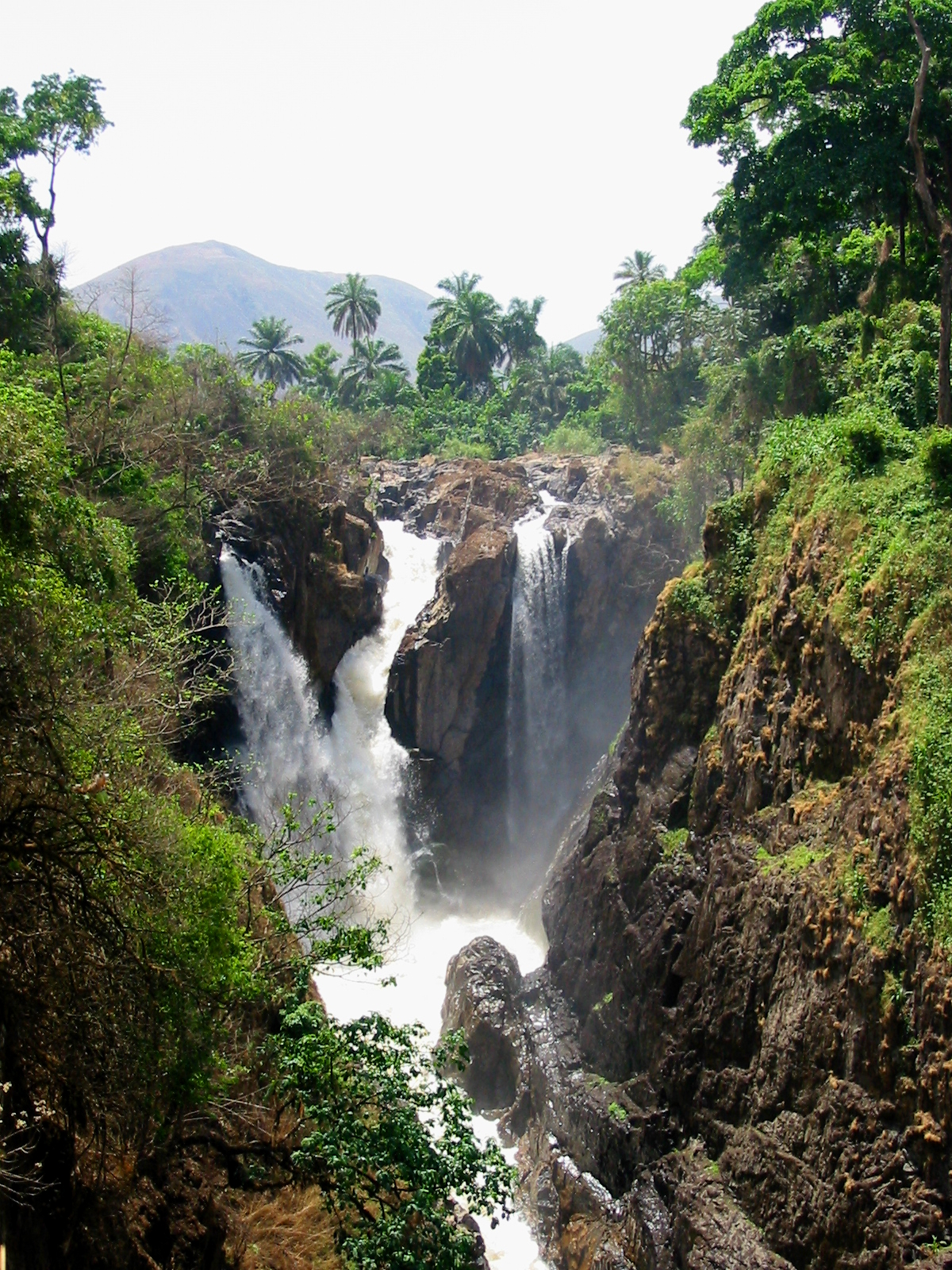
Cataratas Menchum en la región noroccidental.

La meseta alta occidental (también llamada tierras altas occidentales y pastizales de Bamenda es una región de Camerún caracterizada por su alto relieve, temperaturas frescas, precipitaciones abundantes y vegetación típica de la sabana.
La región se encuentra a lo largo de la cordillera de Camerún y consta de una cadena montañosa y volcanes formados por rocas ígneas y cristalinas. La región limita con la meseta de Camerún meridional al sureste, con la meseta Adamawa al noreste y con la llanura litoral de Camerún al sur.

## Topografía y geología
La alta meseta occidental está sobre la cordillera de Camerún, que contiene una serie de volcanes que van desde el océano Atlántico en la parte suroccidental de la meseta a la meseta Adamwa en el noreste. La región se caracteriza por un relieve accidentado de macizos y montañas. Entre los volcanes durmientes de la meseta se encuentran los montes Bamboutos, el monte Oku y el monte Kupe. La meseta se levanta en varias fases hacia el oeste. En el este, la meseta acaba en montañas que están entre los 1000 y los 2500 m de altura, terminando en la meseta de Camerún meridional.
En el noreste, como se ha dicho, la meseta da paso a la meseta Adamawa, que es una meseta mayor pero menos accidentada. El núcleo de la meseta está formada por roca volcánica, que está anillada por roca plutónica. La parte basal está formada por roca cristalina y roca metamórfica. La roca de la base es esencialmente gneiss y granito y data del período precámbrico. Una capa basáltica cubre la base. El vulcanismo de la región ha formado un suelos negros y marrones fértiles. La erosión también ha desempeñado un papel importante.

## Clima e irrigación

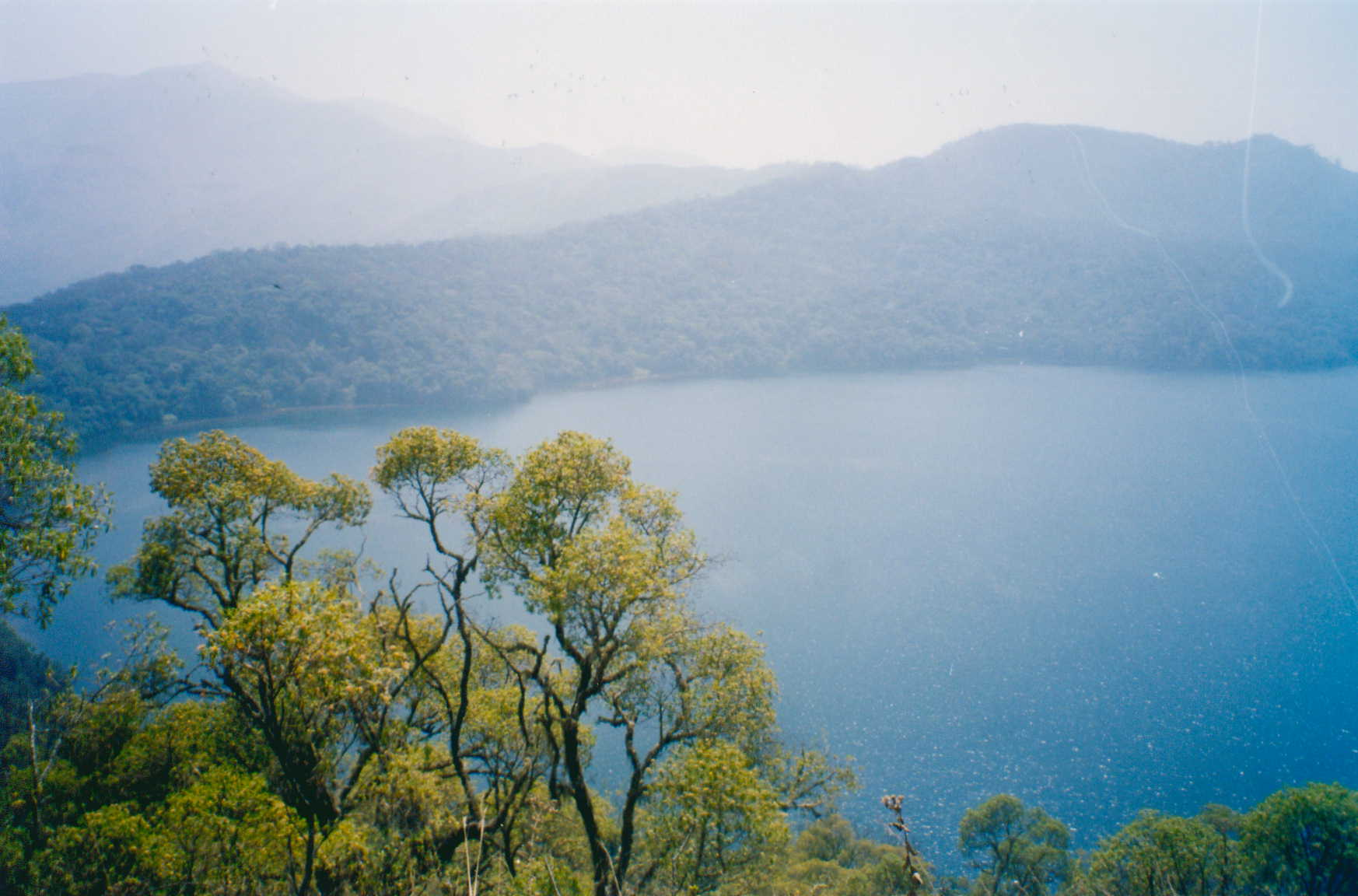
El lago Oku es un lago de cráter sobre la meseta.

La meseta tiene un clima ecuatorial del tipo camerunés. La región presenta dos estaciones principales: una larga estación húmeda de nueve meses, y una corta estación seca de tres meses. Durante la estación húmeda, vientos húmedos prevalecientemente monzónicos soplan desde el oeste y pierden su humedad al golperar sobre las montañas de la región. La precipitación media anual está entre 1 000 mm y 2 000 mm. La gran altitud hacen que la región tenga un clima más frío que el resto de Camerún. Por ejemplo, la temperatura media en Dschang en la Región Occidental es de 20 °C. Hacia el norte los niveles de lluvias se reducen hacia región donde el clima sudánico predomina.

## Flora
La meseta alta occidental estuvo en otro tiempo denssamente forestada. Sin embargo, práctica repetida de la roza y quema por parte de sus habitantes ha hecho retroceder los bosques a lo largo de las vías acuáticas y a permtido que los pastizales se expandan en la región. La sabana sudanesa es actualmente la vegetación dominante. Esto consiste en pastizales, lo que da nombre a la región como "pastizales de Bamenda" que se encuentra alrededor de la ciudad de Bamenda.